# Brad Worch II
Brad Worch II ist ein US-amerikanischer Schauspieler.

## Leben
Sein Filmdebüt gab Worch II im Liebesfilm Love Stories – Erste Lieben, zweite Chancen aus dem Jahr 2012. Im gleichen Jahr wirkte er im Kurzfilm Wrinkle mit. Im Folgejahr war er im Kurzfilm Subterfuge 98 zu sehen. 2014 stellte er mit der Rolle des Spencer Hayes eine der männlichen Hauptrollen im Liebesfilm Southern Comfort dar. 2015 folgten Nebenrollen in The Legend of Seven Toe Maggie und Blue. 2016 spielte er in einer Episode der Fernsehserie Laura mit. 2017 wirkte er in drei Episoden der Fernsehdokuserie Deep Undercover in der Rolle des Ray mit. 2019 hatte er eine Episodenrolle in der Fernsehserie The Face of Evil inne. 2022 übernahm er mit der Rolle des Jason Marks eine der größeren Rollen im Fernsehfilmdrama Deadly Suspicion. Zusätzlich stellte er die Rolle des Mike im Tierhorrorfilm Shark Waters dar. 2022 folgten außerdem Rollen in den Spielfilmen Hex und Oak on the Outside.

## Filmografie (Auswahl)
- 2012: Love Stories – Erste Lieben, zweite Chancen (Stuck in Love)
- 2012: Wrinkle (Kurzfilm)
- 2013: Subterfuge 98 (Kurzfilm)
- 2014: Southern Comfort
- 2015: The Legend of Seven Toe Maggie
- 2015: Blue
- 2016: Laura (Fernsehserie, Episode 1x14)
- 2017: Deep Undercover (Fernsehdokuserie, 3 Episoden)
- 2019: The Face of Evil (Fernsehserie, Episode 1x06)
- 2022: Deadly Suspicion (Fernsehfilm)
- 2022: Shark Waters
- 2022: Hex
- 2022: Oak on the Outside